# Budge Patty
John »Budge« Edward Patty, ameriški tenisač, * 11. februar 1924, Fort Smith, Arkansas, ZDA, † 3. oktober 2021, Lozana, Švica.
Budge Patty se je v posamični konkurenci trikrat uvrstil v finala turnirjev za Grand Slam, osvojil je Amatersko prvenstvo Francije leta 1950, ko je v finalu premagal Jaroslava Drobnýja, in Prvenstvo Anglije istega leta, ko je v finalu premagal Franka Sedgmana. Edini poraz v finalih je utrpel, ko ga je leta 1949 na turnirju za Amatersko prvenstvo Francije premagal Frank Parker. Na turnirjih za Nacionalno prvenstvo ZDA se je najdlje uvrstil v četrtfinale v letih 1951, 1953 in 1957. V konkurenci moških dvojic je osvojil Prvenstvo Anglije leta 1957 in se istega leta uvrstil v finale turnirja za Nacionalno prvenstvo ZDA, v konkurenci mešanih dvojic pa je leta 1946 osvojil turnir za Amatersko prvenstvo Francije. Leta 1951 je bil član ameriške reprezentance na Davisovem pokalu, kjer se je uvrstila v finale. Leta 1977 je bil sprejet v Mednarodni teniški hram slavnih.

## Finali Grand Slamov

### Posamično (3)

#### Zmage (2)
| Leto | Turnir                       | Nasprotnik v finalu | Rezultat finala         |
| 1950 | Amatersko prvenstvo Francije | Jaroslav Drobný     | 6–1, 6–2, 2–6, 5–7, 7–5 |
| 1950 | Prvenstvo Anglije            | Frank Sedgman       | 6–1, 8–10, 6–2, 6–3     |

#### Porazi (1)
| Leto | Turnir                       | Nasprotnik v finalu | Rezultat finala    |
| 1949 | Amatersko prvenstvo Francije | Frank Parker        | 3–6, 6–1, 1–6, 4–6 |